# Шешонк IV
Шешонк IV — давньоєгипетський фараон з XXII династії.
Деякі єгиптологи припускають, що існували два фараони з однаковим тронним іменем. Другий з них вважається представником XXIII династії, що правила у Верхньому Єгипті.